# فلورنسا دوفال ويست
فلورنسا دوفال ويست (بالإنجليزية: Florence Duval West)‏ هي كاتِبة وشاعرة أمريكية، ولدت في 1 سبتمبر 1840 في تالاهاسي في الولايات المتحدة، وتوفيت في 22 نوفمبر 1881.